# 中島翔哉
中島翔哉（1994年8月23日—），日本足球運動員，司職中場，前日本國家足球隊成員。

## 早期生涯
中岛翔哉6岁开始接触足球，但同时他的父母离异。他在单亲家庭长大，由母亲抚养。2004年，他加入了东京绿茵的梯队，并在2011年获得俱乐部青年锦标赛冠军，被评选为最佳年轻球员。中岛翔哉曾在初中留学巴西，接触足球教学。2012年高中二年级的中岛翔哉前往荷兰的阿贾克斯短暂进修。

## 俱樂部生涯

### 東京綠茵
2012年9月14日，在日乙联赛第33轮东京绿茵主场对阵福冈黄蜂的比赛中，中岛翔哉在比赛第78分钟替补登场，在完成自己职业生涯首秀的同时打入了自己职业生涯的首粒进球，最终帮助东京绿茵1-1战平福冈黄蜂。10月21日，在日乙联赛第39轮东京绿茵主场对阵栃木SC的比赛中，中岛翔哉首发出场并上演职业生涯中的首个帽子戏法，帮助东京绿茵4-1战胜栃木SC。
2013年8月4日，在日乙联赛第27轮东京绿茵客场对阵福冈黄蜂的比赛中，中岛翔哉在比赛第78分钟替补登场并打入1粒进球，帮助东京绿茵3-2战胜福冈黄蜂。

### 富山勝利
2014年1月26日，中岛翔哉由东京绿茵转会至日职联赛球队FC东京，之后FC东京官方宣布中岛翔哉被租借至日乙联赛球队富山胜利。4月29日，在日乙联赛第10轮富山胜利主场对阵松本山雅的比赛中，中岛翔哉首发出场并打入1粒进球，这是他加盟富山胜利后的首粒进球，最终帮助富山胜利3-2战胜松本山雅。

### FC東京
2014年8月25日，中岛翔哉结束租借，返回FC东京。8月30日，在日职联赛第22轮FC东京主场对阵鹿岛鹿角的比赛中，中岛翔哉在比赛第78分钟替补出场，迎来了自己的日职联赛首秀。
2015年6月20日，在日职联赛第一阶段第16轮FC东京客场对阵鸟栖砂岩的比赛中，中岛翔哉在比赛第51分钟替补登场并打入个人在日职联赛的首粒进球，最终帮助FC东京2-1击败鸟栖砂岩。
2016年8月20日，在日职联赛第二阶段第10轮FC东京客场对阵名古屋鲸鱼的比赛中，中岛翔哉在比赛第53分钟替补登场并打入1粒进球，帮助FC东京1-1战平名古屋鲸鱼。
2017年3月17日，在日本联赛杯小组赛A组第1轮FC东京对阵仙台维加泰的比赛中，中岛翔哉梅开二度，帮助FC东京6-0战胜仙台维加泰。8月5日，在日职联赛第20轮FC东京客场对阵川崎前锋的比赛中，中岛翔哉首发登场并打入1粒进球，帮助FC东京1-1战平川崎前锋。

### 波蒂莫嫩塞
2017年8月23日，中岛翔哉被租借至葡超联赛球队波蒂莫嫩塞竞技俱乐部。9月18日，在葡超联赛第6轮波蒂莫嫩塞主场对阵费伦斯的比赛中，中岛翔哉首发出场并完成梅开二度，帮助波蒂莫嫩塞2-1战胜费伦斯。9月22日，在葡超联赛第7轮波蒂莫嫩塞客场对阵波尔图的比赛中，中岛翔哉在比赛第36分钟打入1粒进球。11月26日，在葡超联赛第12轮波蒂莫嫩塞主场对阵通德拉的比赛中，中岛翔哉再一次梅开二度，帮助波蒂莫嫩塞2-0战胜通德拉。
2018年5月14日，中岛翔哉正式转会至波蒂莫嫩塞竞技俱乐部。9月23日，在葡超联赛第5轮波蒂莫嫩塞主场对阵吉马良斯的比赛中，中岛翔哉梅开二度，帮助球队3-2战胜吉马良斯。10月7日，在葡超联赛第7轮波蒂莫嫩塞主场对阵葡萄牙体育的比赛中，中岛翔哉再度完成梅开二度并贡献2次助攻，帮助波蒂莫嫩塞4-2战胜葡萄牙体育。

### 艾杜哈尼
杜海勒官方宣布，中岛翔哉加盟球队。根据此前的报道，他的转会费可能高达3500万欧元，年薪为350万欧元。超过了之前中田英寿（2001年从罗马转会至帕尔马）创造的32亿日元的最高日本球员转会费的纪录。 
西亚区亚冠赛事中，杜海勒客场1-3负于利雅得新月，中岛翔哉首发打满全场并在第75分钟在门前混战中破门，一度将比分扳平，这也是他的首粒亚冠进球。

### 波爾圖
葡超波圖日前宣布与日本国脚中岛翔哉签约5年，并确认24岁的日本中场将在新赛季身披8号战袍。据媒体透露，波尔图此次花费1200万欧元买下了中岛50%的所有权，并为其设置了高达8000万欧元的违约条款。
波尔图在欧冠资格赛中被俄超的克拉斯诺达尔所淘汰，今夏新加盟的中岛翔哉身披10号打满了全场，这是他代表波尔图的第一场正式比赛。
葡萄牙杯1/8决赛，波尔图1-0战胜辛达卡拉，中岛翔哉打入制胜球帮助球队晋级，这也是他本赛季的首粒进球。

### 艾因
据葡萄牙媒体《记录报》报道，目前在葡超波尔图的日本边锋中岛翔哉很可能转会离队。据称，波尔图已经和中岛达成协议，将他租借给阿联酋阿尔艾因，租借期至本赛季结束，阿尔艾因有4000万欧元的优先购买权。
阿尔艾因俱乐部1月16日官宣，日本国脚中场中岛翔哉租借加盟球队。

### 波蒂莫嫩塞
葡超波尔蒂芒人官方宣布日本球员中岛翔哉从波尔图租借加盟，期限为1年。

### 安塔利亞
2022年9月8日，土超球队安塔利亞官方宣布，球队已经签下了效力于波尔图的前日本国脚中岛翔哉，合同为期2年。
土超第7轮，安塔利亚体育0-3不敌代米尔体育。日本中场中岛翔哉在比赛第58分钟代表安塔利亚体育替补登场，仅仅十几秒，便因为飞铲对手红牌离场。

## 国家队生涯

### 青年队
中岛翔哉于2011年5月首次入选日本17岁以下足球代表队，参加了于墨西哥举行的2011年国际足协U-17世界杯，登场两次打进一球。2013年8月入选日本20岁以下足球代表队。
2014年1月，中岛翔哉入选日本23岁以下足球代表队，2014年1月17日，在2014年亚足联U22锦标赛C组第3轮日本U22国家队对阵澳大利亚U22国家队的比赛中，中岛翔哉打入2粒进球并贡献1次助攻，帮助日本4-0战胜澳大利亚，在亚足联U-22锦标赛中打进3球。2014年9月，中岛翔哉参加了仁川亚运会取得两粒进球。
2016年1月23日，在2016年亚足联U-23锦标赛四分之一决赛日本U23国家队对阵伊朗U23国家队的比赛中，中岛翔哉在加时赛梅开二度，帮助日本U23国家队3-0战胜伊朗U23国家队。1月31日，在2016年亚足联U23锦标赛决赛日本U23国家队对阵韩国U23国家队的比赛中，中岛翔哉首发出场并打满全场比赛，帮助日本U23国家队获得2016年亚足联U23锦标赛的冠军，而他本人也被评为赛事的MVP。
2016年8月8日，在2016年里约奥运会男子足球项目B组第2轮日本国奥队对阵哥伦比亚国奥队的比赛中，中岛翔哉打入一记世界波，帮助日本国奥队2-2战平哥伦比亚国奥队。

### 成年队
2018年3月15日，中岛翔哉被时任主教练哈利霍季奇召入日本国家足球队。3月23日在日本对阵马里的友谊赛中，中岛翔哉在比赛第60分钟替补登场，完成个人在日本国家队的首秀并在比赛补时阶段打入自己在国家队的首粒进球，最终帮助日本1-1战平马里。但此后日本足协临时解雇主教练哈利霍季奇，他未能入选新教练西野朗的2018年世界杯大名单。
中岛翔哉原本入选了2019年亚洲杯的参赛名单，然而却在赛前受伤，最终乾贵士作为替补入选。
2019年美洲杯小组赛上，身披日本队10号球衣的中岛翔哉作为中场核心在三场比赛中首发，并在对阵厄瓜多尔时攻入其代表日本队的第四粒进球。

## 外部連結
- 中島翔哉オフィシャルブログ（页面存档备份，存于）-アメーバブログ
- 中島翔哉 – FIFA國際賽競賽紀錄 (存檔)（英文）
- Soccerway資料庫：中島翔哉 （英文）
- 日本職業足球聯賽中的中島翔哉 （日語）
- .   [2019-02-21]. （原始内容存档于2013-12-05）. - 東京ヴェルディ
- .   [2019-02-21]. （原始内容存档于2014-03-25）. - カターレ富山
- プロフィール（页面存档备份，存于） - FC東京
- プロフィール - 2014年アジア競技大会（英文）